# Anania luctualis
Anania luctualis là một loài bướm đêm trong họ Crambidae.